# Scorpaena gibbifrons
Scorpaena gibbifrons är en fiskart som beskrevs av Fowler, 1938. Scorpaena gibbifrons ingår i släktet Scorpaena och familjen Scorpaenidae. Inga underarter finns listade i Catalogue of Life.